# Maio di Monopoli
Maio di Monopoli, o Matteo o Madio (Monopoli, ... – Cefalonia, 1260), è stato conte di Cefalonia, Zante e Itaca.

## La vita

Le isole Ionie (Eptaneso) contea conquistata da Maio di Monopoli

Maio di Monopoli, detto anche Matteo o Madio, al quale spesso viene attribuito erroneamente il cognome Orsini, probabilmente iniziò la sua carriera come pirata. Secondo la Cronaca della Morea, nella sua versione aragonese, era nato a Monopoli, da dove era stato costretto a fuggire insieme ad alcuni compagni per aver ucciso una persona di rango elevato. Trovò rifugio nell'isola di Cefalonia, impadronendosene e successivamente riuscì a conquistare anche le isole di Corfù, Zante e Itaca divenendone conte..
Riuscì a rafforzare notevolmente il proprio potere, bilanciando con grande abilità la sua posizione politica e strategica tra oriente e occidente, non rompendo il legame feudale con l'impero latino, divenuto solo nominale dopo la disfatta del 1217 di Pietro II di Courtenay caduto prigioniero di Teodoro Angelo (uomo forte dell'Epiro), sottomettendosi alla protezione del papato, avvicinandosi infine allo stesso Teodoro Angelo Ducas, dal 1225 imperatore di Tessalonica, sebastocratore, nipote dell'imperatore bizantino Isacco II Angelo, fino a sposarne nel 1226 la figlia Anna Angelo.
La sconfitta e la cattura di Teodoro Angelo nella battaglia di Klokotnitsa, del 9 marzo 1230, non lo trovò impreparato, Maio modificò rapidamente lo schema delle sue alleanze, cercando appoggio nel principato di Acaia, probabilmente nel 1236.
Sono documentati due incontri tra Federico II e Maio di Monopoli, il primo il 3 luglio 1228, quando la flotta dell'imperatore sbarcò ad Argostoli in occasione della partenza per la crociata, il secondo nel 1229, quando il Maio incontrò di nuovo l'imperatore a Melfi come nuntius dei Ducas. L'ultima certa citazione di Maio di Monopoli è contenuta in una lettera di papa Gregorio IX del 18 gennaio 1238, indirizzata a nobilis vir Madio, comes Cephalonis (sic) et Iacinti.
Il figlio Riccardo, che proseguì nella signoria delle isole Ionie, fu assassinato nel 1304, ed è quindi probabile che padre e figlio abbiano governato insieme la contea per circa novant'anni.

## La famiglia e il problema del cognome
Sposò nel 1226 Anna Angelo, figlia di Teodoro Angelo Ducas e di Zoe Ducas, Da lei ebbe due o forse tre figli, tra i quali il primogenito Giovanni e Riccardo, assassinato nel 1303. Il terzo figlio, rinnegato probabilmente dal padre, si dovrebbe chiamare Carlo nato il 16 gennaio del 1228
Molti dubbi sono sollevati dal cognome "Orsini", con il quale Maio è indicato da una parte della storiografia che lo reputa appartenente alla conosciutissima famiglia romana. 
In realtà in nessuna delle cinque lettere papali, datate tra il 1207 e il 1238, viene nominato come Orsini ma semplicemente come : nobilis vir Maio, comes insule Kefalonie o nobilis vir Maio, comes insularum Kefalonie ac Iacinti o  Maio comes Cephalonie et Iacinti o nobilis vir M., comes Cephalonen (sic) o nobilis vir Madio, comes insule Cephalonis (sic).
Nella "dichiarazione di fedeltà" del 1228 il vescovo Benedetto di Cefalonia lo chiama κόντος κữρ Μάїος. 
Nemmeno nelle fonti narrative latine né nelle varie versioni della "Cronica di Morea" viene mai indicato col cognome "Orsini".
Anche il figlio Riccardo e il primogenito Giovanni, in nessun atto vengono nominati con il cognome "Orsini".
Al contrario nel Breve chronicon de rebus Siculis a proposito dell'incontro tra Federico II e Maio, avvenuto il 3 luglio 1228 nel corso del viaggio verso la Terra santa, si afferma esplicitamente che il conte di Cefalonia (ossia Maio) "erat Apulus de civitate Monopoli" .
Possiamo quindi affermare che la prima dinastia dei conti di Cefalonia e di Zante era oriunda della Puglia e precisamente di Monopoli come anche pare indicare un documento conservato nell'Archivio unico diocesano di Monopoli.